# Курмиші (Куртамиський округ)
Курмиші́ (рос. Курмыши) — присілок у складі Куртамиського округу Курганської області, Росія.
Населення — 88 осіб (2010, 132 у 2002).
Національний склад станом на 2002 рік:
- росіяни — 92 %